# Copa de baloncesto de Finlandia
La Copa de baloncesto de Finlandia (en finés, Koripallon Suomen cup) fue la competición de copa de baloncesto de Finlandia. Se creó en 1968, y fue la segunda competición más importante del país tras la Korisliiga hasta la temporada 2013-14, fecha en la que se decidió que la competición no seguiría formando parte del calendario.

## Palmarés
| Año  | Campeón                       | Finalista                 | Marcador                |
| ---- | ----------------------------- | ------------------------- | ----------------------- |
| 2013 | Tampereen Pyrintö             | Loimaan Korikonkarit      | 78–73                   |
| 2012 | Joensuun Kataja (3)           | Tampereen Pyrintö         | 78–68                   |
| 2011 | Joensuun Kataja (2)           | Torpan Pojat              | 95–88                   |
| 2009 | Espoon Honka (2)              | Tampereen Pyrintö         | 101–83                  |
| 2008 | Lappeenrannan NMKY (4)        | Torpan Pojat, Helsinki    | 98-83                   |
| 2007 | Lappeenrannan NMKY (3)        | Kouvot, Kouvola           | 74-56                   |
| 2006 | Lappeenrannan NMKY (2)        | Espoon Honka              | 78-70                   |
| 2005 | Lappeenrannan NMKY            | Joensuun Kataja           | 88-58                   |
| 2004 | Kotkan TP (9)                 | Namika Lahti              | 104-96                  |
| 2003 | Kotkan TP (8)                 | Kouvot                    | 88-65                   |
| 2002 | Joensuun Kataja               | Salon Vilpas              | 102-76                  |
| 2001 | Espoon Honka                  | Kouvolan Kouvot           | 83-73                   |
| 2000 | Namika Lahti                  | Tampereen Pyrintö         | 96-75                   |
| 1999 | Turun Piiloset (2)            | Espoon Honka              | 105-94                  |
| 1998 | Kouvot                        | Torpan Pojat              | 57-50                   |
| 1997 | Torpan Pojat (3)              | Kouvot                    | 71-67                   |
| 1996 | Torpan Pojat (2)              | Tapiolan Honka, Espoo     | 81-77                   |
| 1995 | Pantterit, Helsinki (3)       | Uudenkaupungin Korihait   | 89-88                   |
| 1994 | Lahden NMKY (2)               | Kotkan TP                 | 90-89                   |
| 1993 | Kotkan TP (7)                 | Forssan Koripojat         | 89-84                   |
| 1992 | Torpan Pojat                  | Kotkan TP                 | 92-81                   |
| 1991 | Pantterit (2)                 | Torpan Pojat              | 85-60                   |
| 1990 | Kotkan TP (6)                 | Helsingin NMKY            | 78-72                   |
| 1989 | Lahden NMKY                   | Helsingin NMKY            | 74-73                   |
| 1988 | Uudenkaupungin Urheilijat (2) | Kotkan TP                 | 171-169 (98-85, 73-84)  |
| 1987 | Kotkan TP (4)                 | Uudenkaupungin Urheilijat | 169-168 (96-83, 73-85)  |
| 1986 | Uudenkaupungin Urheilijat     | Kotkan TP                 | 180-176 (83-96, 97-80)  |
| 1985 | Kotkan TP (3)                 | Helsingin NMKY            | 78-65                   |
| 1984 | Kotkan TP (2)                 | Pantterit                 | 144–129 (78–80, 66–49)  |
| 1983 | Kotkan TP                     | Pantterit                 | 162–148 (82–72, 80–76)  |
| 1982 | Turun NMKY                    | Helsingin NMKY            | 201–175 (110–97, 91–78) |
| 1981 | Pantterit                     | Turun NMKY                | 193–183 (94–94, 97–87)  |